# Tityus exstinctus
Espèce
Tityus exstinctus est une espèce éteinte de scorpions de la famille des Buthidae.

## Distribution
Cette espèce était endémique de Martinique,.

## Publication originale
- Lourenço, 1995 : « The remarkable discovery of a new and extinct species of Tityus from Martinique in Lesser Antilles (Chelicerata, Scorpiones, Buthidae). » Anales del Instituto de Biologia Universidad Nacional Autonoma de Mexico Serie Zoologia, vol. 66, no 1, p. 27-32 (texte intégral).